# Erissus bateae
Erissus bateae is een spinnensoort uit de familie van de krabspinnen (Thomisidae).
De wetenschappelijke naam van de soort werd in 1941 gepubliceerd door Benedicto Abílio Monteiro Soares.